# رحمت‌آباد (پشتکوه)
رحمت‌آباد روستایی در دهستان پشتکوه بخش پشتکوه شهرستان خاش استان سیستان و بلوچستان ایران است.

## جمعیت
بر پایه سرشماری عمومی نفوس و مسکن در سال ۱۳۹۵ جمعیت این روستا ۱۲۱ نفر (۳۱خانوار) بوده‌است.